# Marquesado de Casinas
El marquesado de Casinas es un título nobiliario español creado el 20 de enero de 1735 por el monarca Felipe V a favor de Gabriel Pérez de Alderete y Alba, Jefe de Escuadra de la Real Armada Española y Regidor Perpetuo de Cádiz.

## Titulares del marquesado de Casinas
- Gabriel Pérez de Alderete y Alba Martín de Vilches  (m. 25 de enero de 1739), I marqués de Casinas. Se distinguió en varios combates navales en Sicilia. En 1734 era comandante de una división naval que batió a tres buques argelinos. Después fue jefe de escuadra de la Real Armada y regidor perpetuo de Cádiz. Contrajo matrimonio con Jerónima de Camas y Castilla, hija de Diego de Camas y Castilla y  Juana de Rivera.  Le sucedió su hijo:[1]

- Juan Manuel Cayetano Pérez de Alderete y Camas, natural de Cádiz, II marqués de Casinas. Regidor perpetuo de Cádiz, brigadier de la Real Armada, caballero de la Orden de Santiago.  Se casó en Cádiz con Francisca Morales-Maldonado y del Puerto, natural de Jerez de la Frontera, hija de Diego Ignacio Morales-Maldonado y María del Puerto Gamaza.  Le sucedió su hijo.[1]

- Gabriel Pérez de Alderete y Morales, natural de Cádiz, III marqués de Casinas, alcalde de la Santa Hermandad de Jerez de la Frontera en 1781 por el estado de hijosdalgo. Ingresó en 1744 en las Reales Compañías de Guardia Marinas. Casó en San Cristóbal de La Habana con Lorenza Fernández-Pacheco y Sotolongo. Le sucedió su hijo:
- Juan Manuel Pérez de Alderete y Fernández-Pacheco, IV marqués de Casinas. Ingresó en las Reales Compañías de Guardia Marinas en 1787. Casado con María del Rosario Solano y Ortiz de Rozas. Le sucede su hija:

- Rafaela Pérez de Alderete y Solano, V marquesa de Casinas por real carta de sucesión en 1847.  Contrajo matrimonio con Manuel del Calvario Ponce de León y Padilla, sexto nieto de Rodrigo Ponce de León, duque de Arcos. Le sucedió su nieto, hijo de su primogénito Juan Manuel Ponce de León y Pérez de Alerete, casado con Magdalena Velázquez Gaztelu y Angulo Dávila,[2] quien falleció antes que su madre y nunca llegó a ostentar el título.

- Lorenzo Ponce de León y Velázquez-Gaztelu, VI marqués de Casinas rehabilitado por real carta de sucesión de 29 de noviembre de 1883 ya que había sido declarado suprimido el 16 de septiembre de 1882. Lo hizo viviendo aún su hermano mayor Manuel, quien murió 7 años después sin sucesión. Se casó con Rafaela Lacoste y Rivero.  Fue alcalde de Jerez desde el 9 de julio de 1885 hasta el 8 de enero de 1886 y era el principal representante jerezano del partido conservador de Cánovas por aquellas fechas. También fue secretario de la Sociedad Económica Jerezana en 1886. Le sucedió su hija.[2]

- Magdalena Ponce de León y Lacoste, VII marquesa de Casinas rehabilitado por real carta de sucesión del 5 de julio de 1915 que había sido caducado el 5 de abril de 1909. Falleció el 8 de septiembre de 1943 y se encuentra enterrada en el Cementerio de San Isidro.  Se casó con José Romero y Guerrero, contra-almirante de la Real Armada (fallecido el 27 de septiembre de 1927).  Le sucedió su hija.[2]

- Magdalena Romero y Ponce de León, VIII marquesa de Casinas, que obtuvo carta de sucesión en 30 de enero de 1954.[3] Casada en Madrid el 18 de mayo de 1916 con Ultano Kindelán y Duany.[2]  Magdalena pierde el título tras una reclamación de la hija del hermano primogénito varón de su madre, José María, por ostentar mejor derecho, María del Pilar Ponce de León y de las Heras (Jerez de la Frontera, 24 de febrero de 1902-Madrid, 1 de octubre de 1959), hija de José María Ponce de León y Lacoste (21 de febrero de 1867-1914) y María Josefa de las Heras y Ruiz-Babía. Se casó con Rafael Díez y Zurita, II conde de las Mirandas de Santa Cruz.[4] No llegó a ostentar nunca el título pues falleció antes de que se expidiera carta de sucesión. El siguiente titular fue su hijo:

- Pedro Manuel Díez y Ponce de León (Jerez de la Frontera, 25 de mayo de 1931-Madrid, 13 de noviembre de 2011), IX marqués de Casinas. Obtiene carta de sucesión el 30 de diciembre de 1959.[5] Casado con María Cristina de Tella y Cabrera (Valencia de Alcántara, 5 de abril de 1935), hija del Laureado General Helí R. de Tella y Cantos y de María de la Concepción Cabrera Benito. Le sucede su hijo:

- Pedro María del Carmen Díez y de Tella (Madrid 22 de junio de 1963), X marqués de Casinas y vizconde de la Torre de Albarragena.[6] Capitán de Infantería retirado y empresario. Obtiene carta de sucesión el 1 de febrero de 1991[7] por cesión de su padre. Casado en primeras nupcias con María Luisa Lamas Sánchez y en segundas con Ana Conde Alonso.